# Edward R. Murrow
Edward "Ed" Roscoe Murrow (Condado de Guilford, 25 de abril de 1908 — Nova York, 27 de abril de 1965) foi um jornalista estadunidense e figura famosa dos meios de comunicação. É considerado um dos maiores jornalistas dos Estados Unidos da América até hoje.

## Carreira
Ele ganhou destaque, primeiramente, com uma série de transmissões radiofônicas de notícias durante a Segunda Guerra Mundial, que foram acompanhadas por milhões de ouvintes nos Estados Unidos da América e Canadá. A maioria dos historiadores o coloca entre as maiores personalidades do jornalismo; Murrow ocupou o topo da lista dos correspondentes de guerra e era admirado por sua honestidade e integridade na veiculação das notícias.
Um pioneiro das transmissões de notícias pela televisão, Murrow produziu uma série de reportagens televisivas que conduziram à censura do senador Joseph McCarthy, e sua consequente decadência, bem como a reversão de parte das perseguições políticas que provocou.
O filme Boa Noite e Boa Sorte retrata tanto Murrow como este período da história dos Estados Unidos da América, além das atitudes de Murrow perante as políticas macartistas.

## Obras

### Filmografia
- Around the World in 80 Days (1956) como Narrador do Prólogo
- The Lost Class of '59 (1959) como ele mesmo
- Montgomery Speaks His Mind (1959) como ele mesmo
- Sink the Bismarck! (1960) como ele mesmo (papel final no filme)
- Murrow (1986) filme biográfico dirigido por Jack Gold, originalmente transmitido pela HBO
- Good Night, and Good Luck, drama histórico de 2005 que retrata o conflito entre Murrow e o senador norte-americano Joseph McCarthy, especialmente relacionado às ações do senador anticomunista com o Subcomitê Permanente de Investigações do Senado, dirigido por George Clooney

### Livros
- Rise of the Vice Presidency por Irving G. Williams, introduzido por Edward R. Murrow (Washington: Public Affairs Press, 1956)